# XXX: Reactivated
Série xXx
xXx2: The Next Level
(2005)
Pour plus de détails, voir Fiche technique et Distribution.
xXx: Reactivated ou xXx : Le Retour de Xander Cage au Québec (xXx: Return of Xander Cage) est un film américano-canado-chinois réalisé par D. J. Caruso, sorti en 2017. Il s'agit du troisième film de la franchise xXx, après xXx (2002) et xXx2: The Next Level (2005).
Le film débute alors qu'après avoir été laissé pour mort à la suite d'un accident, Xander Cage revient aux affaires et doit à nouveau travailler avec le gouvernement dans le but de mettre la main sur un objet très dangereux, surnommé « la Boîte de Pandore », qui permet de faire tomber des satellites partout où l'on veut sur la Terre. Pour cette mission, Xander sera accompagné de nouvelles recrues.

## Synopsis
L'agent de la NSA Augustus Gibbons tente de recruter le footballeur Neymar pour le programme Triple-X (XXX) lorsqu'un satellite s'écrase, les tuant apparemment tous les deux. Peu de temps après, une équipe de quatre personnes qualifiées dirigée par Xiang s'infiltre dans un bureau hautement gardé de la CIA à New York et récupère la boite de Pandore ("Pandora's Box"), un appareil capable de contrôler les satellites pour qu'ils s'écrasent à des endroits spécifiques en tant qu'ogives. L'agente de la CIA Jane Mark traque l'ancien agent xXx Xander Cage, qui a simulé sa mort et vit en exil volontaire en République dominicaine, et le convainc de reprendre le service actif pour récupérer l'appareil.
À Londres, après avoir contacté une vieille amie, Ainsley, pour obtenir de l'aide, Xander traque les assaillants aux Philippines. Dans un avant-poste de la RAF à Lakenheath, une unité d'agents des forces spéciales dirigée par Paul Donovan est chargée d'aider Xander, mais il les rejette au profit de sa propre équipe, composée de la tireuse d'élite Adele Wolff, du DJ Harvard "Nicks" Zhou et d'un chauffeur spécialisé dans les évasions, Tennyson "La Torche". Ils sont également aidés par la spécialiste des armes introvertie Becky Clearidge. L'équipe localise Xiang et ses coéquipiers Serena, Talon et Hawk, et Xander rencontre Xiang dans une boîte de nuit souterraine sur une île isolée, où Xiang révèle que son équipe est également composée d'agents xXx, recrutés par Gibbons. Il prétend avoir volé la boîte de Pandore pour empêcher son utilisation abusive, bien que Serena pense qu'ils devraient la détruire.
Peu de temps après, des soldats russes attaquent l'île. Le groupe parvient à repousser les assaillants, tandis que Xiang parvient à s'échapper avec la boîte de Pandore. Xander intercepte Xiang et le poursuit jusqu'à une plage voisine ou il récupère l'appareil. Serena l'attends à la sortie de l'eau et détruit la boite. Mais un autre satellite tombe sur Moscou, indiquant qu'une autre boite existe, et Serena rejoint l'équipe de Xander, tandis que Xiang s'échappe et se regroupe avec Talon et Hawk. Becky Clearidge suppose que l'appareil que Serena a détruit n'était qu'un prototype et que les deux équipes ont perdu du temps, tandis que Xander détermine que le directeur de la CIA Anderson est impliqué dans le complot et que le vraie boîte est entre ses mains.
Les équipes de Xander et de Xiang se précipitent pour atteindre Anderson en premier à Detroit, suivant le signal radio de la boîte de Pandore, avec Xander et Xiang se battant et se protégeant plus tard des hommes d'Anderson. Xander confronte celui-ci, qui admet avoir causé le crash du satellite qui a tué Gibbons. Anderson est alors abattu par Wolff. Xander permet malgré lui à la CIA d'arrêter Xiang dans le but de lui faire porter le chapeau pour l'attaque de Moscou, et ils récupèrent la boîte. En route vers le siège, Mark annonce que le programme XXX a été arrêté et tire sur Xander afin de la garder pour elle. Elle envoie ensuite un groupe d'assassins pour éliminer les autres, qui attendent d'être extraits dans un entrepôt local de la NSA. Ils unissent leurs forces pour repousser leurs agresseurs et reçoivent l'aide d'un autre ancien agent de XXX, Darius Stone.
Xander survit grâce à un gilet pare-balles que Becky lui avait donné plus tôt et s'associe à Xiang pour combattre Donovan et ses hommes, tandis que Mark utilise la boîte pour envoyer un satellite en chute libre vers l'entrepôt où les équipes se battent. Xander éjecte Donovan de l'avion, tandis que Xiang envoie Mark tomber à mort, puis se parachute avec la boîte à la main. Malgré les tentatives de Becky pour arrêter le signal, ils ne peuvent pas empêcher le satellite de s'écraser. Dans une dernière tentative pour les protéger, Xander écrase l'avion sur le satellite qui approche avant qu'il n'atteigne l'entrepôt et saute, utilisant la cargaison pour atteindre le sol en toute sécurité. Xiang donne l'appareil à Xander et ce dernier décide de le détruire. L'équipe assiste aux funérailles de Gibbons, où Xander est approché par Gibbons lui-même, qui a simulé sa mort et reconstruit maintenant le programme XXX par lui-même, en commençant par Neymar, qui a également simulé sa mort, en tant que nouvelle recrue. Gibbons complimente Xander pour un travail bien fait et Xander décide de continuer à servir, prêt pour une nouvelle mission pour surveiller les observateurs et préserver la liberté.

## Fiche technique
Sauf indication contraire, les informations mentionnées dans cette section peuvent être confirmées par la base de données cinématographiques IMDb,  présente dans la section « Liens externes ».
- Titre original : xXx: Return of Xander Cage
- Titre français : xXx: Reactivated[1]
- Titre québécois : xXx : Le Retour de Xander Cage
- Réalisation : D. J. Caruso
- Scénario : Chad St. John et F. Scott Frazier, d'après les personnages créés par Rich Wilkes
- Musique : Brian Tyler et Robert Lydecker
- Direction artistique : Aleksandra Marinkovich, Colin Woods, Brandt Gordon, Erin Magill et Ken Sinclair
- Décors : Jon Billington
- Costumes : Kimberly A. Tillman
- Photographie : Russell Carpenter
- Son : Ron Bartlett, Noyan Cosarer, David Young
- Montage : Vince Filippone et Jim Page
- Production : Vin Diesel, Joe Roth, Neal H. Moritz[2], Jeff Kirschenbaum et Samantha Vincent[Note 1]

Production déléguée : Gloria S. Borders, Scott Hemming, Ric Kidney, Zack Roth et Vince Totino
Production associée : Lyn Lucibello
Coproduction : Marla Levine
- Sociétés de production[3] :
  - États-Unis : One Race Films, Maple Cage Productions et Rox Productions, avec la participation de Paramount Pictures et Revolution Studios
  - Inde : R.K. films
  - Chine : en association avec Huahua Media et Shanghai Film Group
- Société de distribution :
  - États-Unis, France : Paramount Pictures
  - Belgique : Sony Pictures Releasing
- Budget : 85 millions de $[4]
- Pays d'origine :  États-Unis,  Canada,  Chine
- Langues originales : anglais, espagnol, portugais, mandarin, tagalog et russe
- Format[5] : couleur - D-Cinema - 2,39:1 (Cinémascope) (Panavision)
  - son Dolby Digital | Dolby Surround 7.1 | Dolby Atmos | DTS (DTS: X) | Sonics-DDP | Auro 11.1 | SDDS
- Genre : action, aventure, thriller
- Durée : 107 minutes
- Dates de sortie[6] :
  - France, Suisse romande[7] : 18 janvier 2017
  - États-Unis, Canada : 20 janvier 2017
  - Belgique : 1er février 2017
  - Chine : 10 février 2017
- Classification[8] :
  -  États-Unis : Accord parental recommandé, film déconseillé aux moins de 13 ans (certificat #50690) (PG-13 - Parents Strongly Cautioned)[Note 2].
  -  Canada (Colombie-Britannique) : Les enfants de moins de 14 ans doivent être accompagnées d'un adulte (14A - 14 Accompaniment).
  -  Québec : Tous publics - Déconseillé aux jeunes enfants (G - General Rating).
  -  Chine : Pas de système.
  -  France : Tous publics (visa d'exploitation no 145580 délivré le 30 décembre 2016)[9].

## Distribution
|                                                                                                |  |  |
| Les acteurs principaux Vin Diesel et Deepika Padukone pour l'avant première du film à Londres. |  |  |

|                                                                                |  |  |
| Les actrices Ruby Rose et Nina Dobrev pour l'avant première du film à Londres. |  |  |

- Vin Diesel (VF : Guillaume Orsat ; VQ : Marc-André Bélanger) : Xander Cage / xXx
- Donnie Yen (VF : Antoine Schoumsky ; VQ : Alexandre Fortin) : Xiang
- Deepika Padukone (VF : Léopoldine Serre ; VQ : Geneviève Bédard) : Serena Unger
- Kris Wu (VF : Alexandre Nguyen ; VQ : Frédéric Millaire-Zouvi) : Nicky « Nicks » Zhou
- Ruby Rose (VF : Olivia Luccioni ; VQ : Jessica Léveillé-Lemay) : Adele Wolff
- Tony Jaa (VQ : Hugolin Chevrette-Landesque) : Talon
- Nina Dobrev (VF : Camille Donda ; VQ : Dominique Laniel) : Rebecca « Becky » Clearidge
- Rory McCann (VF : Gilles Morvan ; VQ : Jean-François Blanchard) : Tennyson Torch
- Ice Cube (VF : Lucien Jean-Baptiste ; VQ : François L'Écuyer) : Darius Stone
- Toni Collette (VF : Véronique Augereau ; VQ : Violette Chauveau) : Jane Marke
- Samuel L. Jackson (VF : Thierry Desroses ; VQ : Éric Gaudry) : l'agent Augustus Gibbons
- Hermione Corfield (VF : Jessica Monceau ; VQ : Marion Van Bogaert Nolasco) : Ainsley
- Tony Gonzalez (VF : Eilias Changuel ; VQ : Patrick Chouinard) : Paul Donovan
- Michael Bisping (VF : Valentin Merlet ; VQ : Martin Desgagné) : Hawk
- Al Sapienza (VF : Thierry Hancisse ; VQ : François Trudel) : le directeur de la CIA
- Andrey Ivchenko : Red Erik
- Nicky Jam (VF : Benjamin Penamaria) : Lazarus
- Ariadna Gutiérrez : Lola
- Shawn Roberts : Jonas
- Neymar (VF : Benjamin Penamaria) : lui-même
- Jill de Jong
- Karima Adebibe

 Source et légende : version française (VF) sur RS Doublage
 Source et légende : version québécoise (VQ) sur Doublage.qc.ca

## Production

### Genèse et développement
Le projet était évoqué depuis 2006, bien que le personnage de Xander Cage soit présenté comme mort et absent de xXx2: The Next Level. Vin Diesel insiste pour que Rob Cohen revienne comme réalisateur. En juin 2009, Rob Cohen est contraint de quitter le projet pour le film Medieval. En aout 2009, SlashFilm annonce qu'Ericson Core est le nouveau réalisateur et que la production débutera en 2010. Le projet est ensuite retardé et le retour de Rob Cohen comme réalisateur est annoncé.
En janvier 2014, Vin Diesel confirme que le film est toujours en projet et annonce le titre xXx: The Return of Xander Cage. D. J. Caruso est confirmé comme réalisateur en octobre 2010.

### Attribution des rôles
En juin 2016, il est annoncé que le footballeur brésilien Neymar a fait des débuts au cinéma pour les besoins du film.
Jet Li est initialement choisi pour incarner Xiang, mais il quitte finalement le film, pour des raisons inconnues. Le rôle est finalement repris par Donnie Yen.
L'actrice indienne Deepika Padukone est choisie pour jouer le rôle de Serena. Il s'agit de son premier film en dehors du cinéma indien. Vin Diesel lui avait déjà proposé un rôle dans Fast and Furious 7 (2015), mais elle n'était pas disponible.
Michael Bisping a remplacé Conor McGregor, initialement prévu pour le rôle de Hawk.
L'actrice, ancienne star de la série télévisée Vampire Diaries, Nina Dobrev, est choisie pour jouer le rôle de Rebecca « Becky ».

### Tournage
Le tournage débute en janvier 2016. Il a lieu à Toronto (Pinewood Toronto Studios, Cinespace Film Studios) et Hamilton en Ontario, aux Philippines (Caramoan), en Floride (Miami) et en République dominicaine (Santiago de los Caballeros, Saint-Domingue, Baní, Puerto Plata, Moca, Pinewood Dominican Republic Studios).

## Bande originale

### Original score
Bandes originales de xXx
xXx2: The Next Level
(2005)
La musique du film est composée par Brian Tyler et Robert Lydecker.
| Liste des titres | Liste des titres                        | Liste des titres | Liste des titres | Liste des titres | Liste des titres | Liste des titres | Liste des titres | Liste des titres | Liste des titres |
| No               | Titre                                   | Durée            |                  |                  |                  |                  |                  |                  |                  |
| ---------------- | --------------------------------------- | ---------------- | ---------------- | ---------------- | ---------------- | ---------------- | ---------------- | ---------------- | ---------------- |
| 1.               | XXX: The Return of Xander Cage          | 4:05             |                  |                  |                  |                  |                  |                  |                  |
| 2.               | Xander Cage...Live and in Concert       | 1:55             |                  |                  |                  |                  |                  |                  |                  |
| 3.               | I Live for This $#!%                    | 4:15             |                  |                  |                  |                  |                  |                  |                  |
| 4.               | Windfall                                | 2:22             |                  |                  |                  |                  |                  |                  |                  |
| 5.               | Carte Blanche                           | 3:00             |                  |                  |                  |                  |                  |                  |                  |
| 6.               | Launched                                | 4:08             |                  |                  |                  |                  |                  |                  |                  |
| 7.               | The Last Greatest Adventure             | 5:38             |                  |                  |                  |                  |                  |                  |                  |
| 8.               | Pandora's Box                           | 2:58             |                  |                  |                  |                  |                  |                  |                  |
| 9.               | Rock, Paper, Scissors, Grenade Launcher | 2:18             |                  |                  |                  |                  |                  |                  |                  |
| 10.              | A New Ride                              | 2:42             |                  |                  |                  |                  |                  |                  |                  |
| 11.              | Tattoos and Triangulation               | 3:35             |                  |                  |                  |                  |                  |                  |                  |
| 12.              | Evolution                               | 5:42             |                  |                  |                  |                  |                  |                  |                  |
| 13.              | Wave Riders                             | 3:45             |                  |                  |                  |                  |                  |                  |                  |
| 14.              | Twenty Two and a Half                   | 3:05             |                  |                  |                  |                  |                  |                  |                  |
| 15.              | Battle of the X's                       | 5:33             |                  |                  |                  |                  |                  |                  |                  |
| 16.              | Not So Special Forces                   | 2:42             |                  |                  |                  |                  |                  |                  |                  |
| 17.              | Besting the Best of the Best            | 3:50             |                  |                  |                  |                  |                  |                  |                  |
| 18.              | Read Between the Lines                  | 2:28             |                  |                  |                  |                  |                  |                  |                  |
| 19.              | XXX Incorporated                        | 2:40             |                  |                  |                  |                  |                  |                  |                  |
| 20.              | Xero Gravity                            | 2:38             |                  |                  |                  |                  |                  |                  |                  |
| 21.              | Brotherhood                             | 1:35             |                  |                  |                  |                  |                  |                  |                  |
| 70:56            |                                         |                  |                  |                  |                  |                  |                  |                  |                  |

## Accueil

### Critique
Le film reçoit des critiques globalement négatives. Sur l'agrégateur américain Rotten Tomatoes, le film a obtenu un taux d’approbation de 45 %, basé sur 141 critiques, et une note moyenne de 4,83⁄10. Le consensus critique du site est : « xXx: Reactivated devrait satisfaire les fans des deux premiers volets, mais la prépondérance de ses mises en scène ne peut compenser un scénario fatigué qui échoue à emporter la franchise - ou les fans d'action - n'importe où ». Sur Metacritic, le film a un score moyen pondéré de 42⁄100, basé sur 25 critiques, indiquant « des critiques mitigées ou moyennes ».
L'accueil en France est aussi mitigé, le site Allociné lui attribue une moyenne de 2,3⁄5 pour 12 titres de presse.

### Box-office
Le soir du 26 février 2017, le film a rapporté dans le monde 346 147 658 dollars ce qui représente le meilleur score de la saga cinématographique.
| Pays ou région    | Box-office      | Date d'arrêt du box-office | Nombre de semaines |
| ----------------- | --------------- | -------------------------- | ------------------ |
| États-Unis Canada | 44 898 413 $    | 16 mars 2017               | 8                  |
| France            | 927 991 entrées | -                          | -                  |
| Total mondial     | 346 147 658 $   | -                          | -                  |

## Distinctions
En 2017, xXx : Reactivated a été sélectionné 7 fois dans diverses catégories et a remporté 1 récompense.

### Récompenses
- Prix de la bande-annonce d'or 2017 :
  - Prix de la bande-annonce d’or du Meilleur générique d'entrée ou de fin pour un long métrage décerné à Paramount Pictures et Greenhaus GFX.

### Nominations
- Prix de la bande-annonce d'or 2017 : nommé au Prix de la Toison d'or pour Paramount Pictures et Trailer Park.
- Prix du jeune public 2017 :
  - Meilleur film d'action pour Paramount Pictures,
  - Meilleur acteur dans un film d'action pour Vin Diesel,
  - Meilleure actrice dans un film d'action pour Nina Dobrev,
  - Meilleure actrice dans un film d'action pour Deepika Padukone,
  - Meilleure actrice dans un film d'action pour Ruby Rose.

## Clins d'oeil
Xander Cage porte un tatouage avec le nom Harry O'Connor. Il s'agit du nom d'un cascadeur décédé à Prague durant le tournage du premier film.

## Suite
Une suite est à l'étude.
Le réalisateur D. J Caruso devrait revenir comme réalisateur.